# Jules-Amédée Barbey d'Aurevilly
Jules-Amédée Barbey d'Aurevilly (n. 2 noiembrie 1808 - d. 23 aprilie 1889) a fost prozator francez.
A exercitat influență asupra altor scriitori ca: Auguste de Villiers de l'Isle-Adam, Henry James și Marcel Proust.

## Opera
- 1851: O amantă bătrână (""Une vieille maîtresse"), considerată, în anul apariției, o scriere imorală, a beneficiat și de o adaptare cinematografică
- 1854: Femeia vrăjită ("L'Ensorcelée"), evocare a insurgenței regaliștilor împotriva Primei Republici
- 1864: Cavalerul des Touches ("Le Chevalier des Touches")
- 1874: Diabolicele ("Les Diaboliques"), o colecție de povestiri scurte care descriu acte criminale comise de femei
- 1831: ("Le Cachet d’Onyx")
- 1832: ("Léa")
- 1841: Dragoste imposibilă ("L’Amour impossible")
- 1842: Inelul lui Hanibal ("La Bague d’Annibal")
- 1845: Despre dandism și georges Brummel ("Du Dandysme et de Georges Brummel")
- 1851: Profeții trecutului ("Les Prophètes du passé")
- 1860 - 1909: Opere și oameni ("Les Oeuvres et les hommes")
- 1864: Cele patruzeci de medalioane ale academiei ("Les quarante médaillons de l'Académie")
- 1864: Preotul căsătorit ("Un Prêtre marié")
- 1882: O poveste fără nume ("Une Histoire sans nom")
- 1883: Ceea ce nu moare ("Ce qui ne meurt pas")
- 1883: "Les ridicules du temps"
- 1889: "Pensées détachées, Fragments sur les femmes"
- 1889: Polemici de ieri ("Polémiques d'hier")
- 1891: Ultimele polemici ("Dernières Polémiques")
- 1913: Goethe și Diderot ("Goethe et Diderot")